# Der gerade Weg

Der gerade Weg était un magazine catholique-conservateur publié à Munich à l'époque de la République de Weimar, qui a mis en garde les lecteurs du danger que représentaient Adolf Hitler et le national-socialisme.

## Création
Début janvier 1932, l'éditeur Natur-Verlag de Munich, qui publiait l'hebdomadaire Illustrierter_Sonntag est rebaptisé Naturrechts-Verlag, et l'hebdomadaire est renommé Der gerade Weg avec le sous-titre Magazine allemand pour la Vérité et la Justice. Pour l'éditeur et rédacteur en chef Fritz Gerlich, il s'agit de traiter l'actualité « purement selon les principes catholiques » (4 décembre 1931). Le magazine financé par Erich von Waldburg-Zeil (de) (qui y laissera d'ailleurs sa fortune) est contraint de changer d'éditeur en février 1932, passant de la maison Münchner Buchgewerbehaus M. Müller & Sohn à la Verlag und Druckerei G. J. Manz. Hitler a en effet menacé Müller de lui retirer le contrat de publication de l'organe de presse nazi Völkischer Beobachter.

## Lutte contre le national-socialisme
Gerlich mène le combat contre Hitler et le national-socialisme avec les éditoriaux des prêtres Ingbert Naab et Franz Wutz, et les encouragements constants de la mystique Thérèse Neumann de Konnersreuth. Le magazine met en garde le 14 février 1932 contre la « peste mentale du national-socialisme », synonyme de « tuerie de masse et de sang qui coule ». Un article d'Ingbert Naab, "Qui a voté pour Hitler ?" du 20 mars 1932, le jour de l'élection du président du Reich, fut distribué à 20 millions de prospectus, mais n'entraîna pas une augmentation du tirage du magazine à plus de 40 000 exemplaires.
Le 17 juillet 1932, Gerlich publie une satire intitulée « Hitler a-t-il du sang mongolien ? ». Dans ce document parodiant dans un langage pseudo-scientifique les critères racistes de Hans Günther et Alfred Rosenberg, il souligne qu'Hitler a une apparence slave-mongole et donc un caractère racial asiatique-despotique qui influerait sur la politique qu'il allait mener. Il y prédit au passage les camps de concentration et le génocide nazi. Gerlich se sait alors soutenu par le cardinal Michael von Faulhaber. En juillet 1932, Gerlich ayant écrit que Paul von Hindenburg devait être renvoyé, le magazine est interdit pendant quatre semaines. En novembre 1932, Gerlich prophétise à nouveau qu'Hitler apportera le malheur au peuple allemand avec son « mouvement de folie de masse » et ridiculise la doctrine raciale nazie : si elle devait être appliquée, « Hitler lui-même et environ les trois quarts de son propre groupe parlementaire » devrait se retirer de la politique allemande.
Après l'arrivée au pouvoir d'Hitler le 30 janvier 1933, Gerlich est arrêté le 9 mars, le magazine est interdit quatre jours plus tard. Il meurt le 30 juin 1934, assassiné au camp de concentration de Dachau.

## Après 1945
Depuis 1977, le titre « Der gerade Weg » est utilisé par une publication du  Katholische Jugendbewegung (KJB), une initiative de la Fraternité Saint-Pie X. Le nom du magazine indique qu'il se veut un guide pour les membres du KJB et un guide sur le chemin du Christ. L'Office allemand des brevets et des marques a confirmé l'utilisation du nom de la revue dans une décision de 2008.

## Sources
- Der gerade Weg. Deutsche Zeitung für Wahrheit und Recht (Nr. 1 vom 3. Januar 1932 bis Nr. 20 vom 8. März 1933): Digitalisat der Zeitschrift „Illustrierter Sonntag“/„Der gerade Weg“ im Online-Angebot der Bayerischen Landesbibliothek Prophetien wider das Dritte Reich. Aus den Schriften des Dr. Fritz Gerlich und des Paters Ingbert Naab O.F.M.Cap. Gesammelt von Dr. Johannes Steiner, Verlag Dr. Schnell & Dr. Steiner, München 1946.